# Ан Чхаллім
Ан Чхаллім (кор. 안창림; нар. 2 березня 1994) — південнокорейський дзюдоїст, бронзовий призер Олімпійських ігор 2020 року, чемпіон світу.

## Виступи на Олімпіадах
| Олімпіада           | Дисципліна | Місце |
| ------------------- | ---------- | ----- |
| Ріо-де-Жанейро 2016 | До 73 кг   | 9     |
| Токіо 2020          | До 73 кг   | 3     |